# Xadrez Jornada nas Estrelas

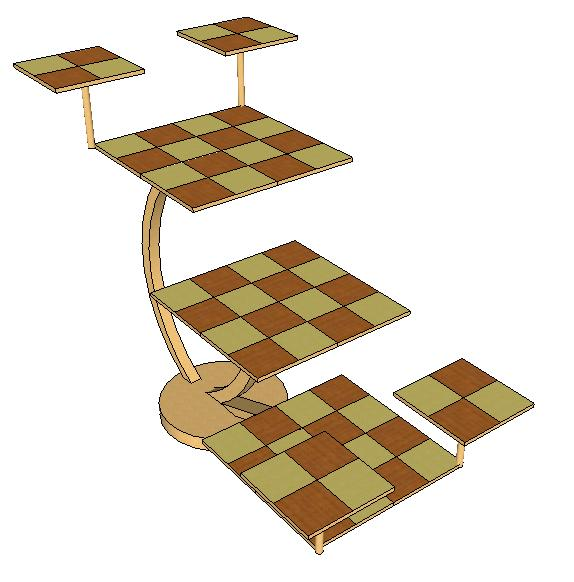
Desenho em perspectiva do tabuleiro

O Star Trek Chess ("Xadrez Jornada nas Estrelas") é uma variante do xadrez, usando vários níveis e desenvolvida a partir da série de televisão "Jornada nas Estrelas". Inicialmente, o tabuleiro e as peças utilizadas na série eram apenas elementos decorativos das cenas; porém, devido à popularidade que a série adquiriu, fãs desenvolveram tabuleiros e regras a partir dos episódios exibidos com tabuleiros decorativos. Sua primeira descrição foi feita no Star Trek Star Fleet Technical Manual, onde é descrito como "baseado num antigo jogo do século XX".
O xadrez multicamada de "Jornada nas Estrelas" não é uma ideia original de Gene Roddenberry, mas sim de Isaac Asimov em seu livro "Pedra no Céu":
"Grew ensinou-lhe variações do xadrez. Havia o xadrez a quatro mãos, no qual cada jogador tinha um tabuleiro, encostados uns aos outros pelas pontas, com um quinto tabuleiro preenchendo o vazio no meio como uma Terra de Ninguém, comum a todos. Havia partidas de xadrez tridimensionais, nas quais oito tabuleiros transparentes eram colocados um sobre o outro e cada peça se movia em três dimensões da forma como antes se moviam em duas, e nos quais ○ número de peças e peões era dobrado, a vitória sendo conquistada apenas quando ocorria um xeque simultâneo em ambos os reis do adversário. Havia até as variedades populares, nas quais a posição original dos enxadristas era decidida jogando-se dados, outras onde certas casas conferiam vantagens e desvantagens às peças que estavam nelas, ou outras em que peças com estranhas propriedades eram introduzidas."

## Regras do Jogo
Jornada nas Estrelas nunca teve regras oficiais para o jogo; alguns fãs criaram seus próprios.
O conjunto de regras mais conhecido foi desenvolvido por Andrew Bartmess e foi aprovado por Franz Joseph, artista responsável por criar vários objetos da série. O jogo utiliza as mesmas peças, posição inicial e movimentos do xadrez ortodoxo. As regras adicionais ao jogo se referem à movimentação entre os níveis do tabuleiro e movimentação dos tabuleiros de ataque, que são móveis.
Na posição inicial do jogo, as peças brancas ocupam o nível inferior: as Torres e os Cavalos assumem posição nos tabuleiros de ataque e Rei, Bispos e Dama no tabuleiro fixo; todos em posições semelhantes ao xadrez ortodoxo e com peões nas suas frentes. As peças pretas ficam posicionadas no nível superior, de modo semelhante às peças brancas.

### Movimentação dos tabuleiros de ataque
O jogador pode movimentar um tabuleiro de ataque quando este se encontra vazio ou apenas com seus próprios peões. Os tabuleiros de ataque podem ser movidos para qualquer dos cantos tabuleiros fixos podendo ser encaixados tanto acima quando abaixo destes.